# Penats

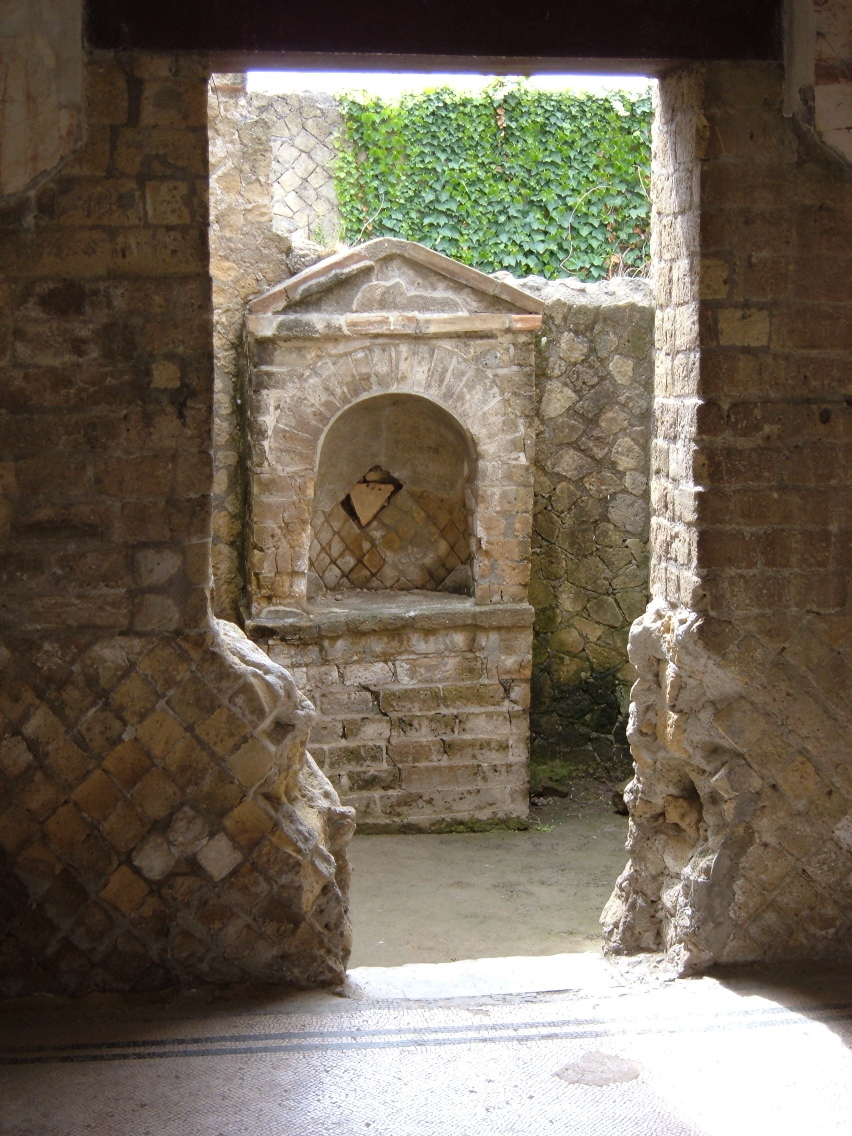
Altar de Penats a les ruïnes d'Herculà

En la mitologia de l'antiga Roma, els Penats (en llatí Di Penates) eren les divinitats o genis protectors de la família i de l'estat. Estaven emparentats amb els Lars, els Genius i les Larves.
Els Penats estaven vinculats per l'etimologia i pel culte amb el penus, el magatzem dels aliments o rebost. Les seves imatges es posen al tablinum, davant el penus o a la cuina. Hom els adreçava precs abans de l'àpat principal, els oferia les primícies dels aliments i els n'agraïa l'abundància.
Inicialment se'ls tenia per genis que vetllaven pels aliments que s'emmagatzemaven, però més endavant el seu esperit protector abastà a tota la casa i la família i es veneraven d'una manera similar als déus Lars. Eren els Penats familiars o menors, ja que també van aparèixer els Penats públics o majors, que protegien l'estat. Els magistrats de la ciutat prestaven jurament davant dels Penats públics. Algunes vegades els Penats eren representats com un parell de joves. Al turó de Vèlia, a Roma, hi havia un temple dedicat a ells.